# I liga seria A polska w piłce siatkowej kobiet (1994/1995)
I liga seria A polska w piłce siatkowej kobiet 1994/1995 - 59. edycja rozgrywek o mistrzostwo polski w piłce siatkowej kobiet.

## Drużyny uczestniczące
| | I liga seria A1994/1995  |   |      |
| --- | ------------------------ | - | ---- |
| POL | ARS Komfort Police       | 1 | PEMK |
| BIE | BKS Stal Bielsko-Biała   | 2 | PEZP |
| MIE | Stal Mielec              | 3 |      |
| BYD | Pałac Gryf Bydgoszcz     | 4 |      |
| KRA | Wisła-Goldenmajer Kraków | 5 |      |
| KAT | Kolejarz Katowice        | 6 |      |
| CHO | Azoty Chorzów            | 7 |      |
| | Awans z I ligi seria B   |   |      |
| PIŁ | PTPS Prasa Piła          |   |      |
| Oznaczenia: - kolumna pierwsza – skróty nazw drużyn wpisane na mapie (jeśli ta została zamieszczona), - kolumna trzecia – miejsce zajęte przez daną drużynę w poprzednim sezonie. |                          |   |      |

## Rozgrywki

### Runda zasadnicza
Tabela
| Lp. | Drużyna                  | Pkt | Mecze | Mecze | Mecze | Sety | Sety | Sety  |
| Lp. | Drużyna                  | Pkt | M     | W     | P     | wyg. | prz. | ratio |
| --- | ------------------------ | --- | ----- | ----- | ----- | ---- | ---- | ----- |
| 1   | ARS Komfort Police       | 53  | 28    | 25    | 3     | 78   | 20   | 3.900 |
| 2   | Wisła-Goldenmajer Kraków | 50  | 28    | 22    | 6     | 69   | 33   | 2.091 |
| 3   | Stal Bielsko-Biała       | 49  | 28    | 21    | 7     | 69   | 31   | 2.226 |
| 4   | Stal Mielec              | 42  | 28    | 14    | 14    | 53   | 47   | 1.128 |
| 5   | Pałac Gryf Bydgoszcz     | 41  | 28    | 13    | 15    | 48   | 53   | 0.906 |
| 6   | Kolejarz Katowice        | 39  | 28    | 11    | 17    | 51   | 59   | 0.864 |
| 7   | Azoty Chorzów            | 34  | 28    | 6     | 22    | 26   | 70   | 0.371 |
| 8   | Prasa Piła               | 28  | 28    | 0     | 28    | 3    | 84   | 0.036 |

     play-off
     play-out

## Klasyfikacja końcowa
| Miejsce | Drużyna                  |
| ------- | ------------------------ |
| 1.      | ARS Komfort Police       |
| 2.      | BKS Stal Bielsko-Biała   |
| 3.      | Wisła-Goldenmajer Kraków |
| 4.      | Stal Mielec              |
| 5.      | Kolejarz Katowice        |
| 6.      | Pałac Gryf Bydgoszcz     |
| 7.      | Azoty Chorzów            |
| 8.      | PTPS Prasa Piła          |

     baraż z 2. zespołem serii B
     spadek do serii B